# СПАД S.51
СПАД S.51 (фр. SPAD S.51) је ловачки авион направљен у Француској. Авион је први пут полетео 1924. године. 

Највећа брзина у хоризонталном лету је износила 245 km/h. Размах крила је био 9,47 метара а дужина 6,45 метара.

## Наоружање
| Наоружање авиона: СПАД         |                  |
| Ватрено (стрељачко) наоружање  |                  |
| Топ                            |                  |
| Митраљез                       |                  |
| Број и ознака митраљеза        | 2 Викерс (МАЦ)   |
| Број метака                    | 500 по митраљезу |
| Калибар                        | 7,7              |
| Бомбардерско наоружање (бомбе) |                  |
| Ракетно наоружање (ракете)     |                  |